# بخشی از تفسیری کهن
بخشی از تفسیری کهن نامی‌است که به بخشی از تفسیری بسیار کهن از قرآن به زبان فارسی داده شده‌است. متن به دست آمده تنها شامل تفسیر بخشی از سورهٔ بقره است. با توجه به قراین زبان‌شناختی و رسم‌الخطی (از نسخهٔ به‌دست‌آمده) پیش از سال چهارصد قمری کتابت شده‌است و قدمت آن اگر بیشتر از ترجمهٔ تفسیر طبری نباشد کمتر از آن نیست. نام سه تن از مفسران چند بار در متن آمده‌است: ابوسهل انماری، خواجه با منصور و ابوجعفر. 
از جمله مختصات زبانی این اثر تبدیل «ب» به «ف» در بسیاری از تکواژهاست. نمونه‌ای از متن:
«و چو پیغامبر علیه‌السّلم فر خواند فرایشان این آیتها، خامش شدند و دانستند کاین وحی خدای است، بهانه کردند و گفتند که: فر دلهای ما پوشش است و فهم‌های ما کند است، ما همی اندر نیابیم مر گفتارهای ترا» 
واژه‌های پارسی برابر کلمه‌های عربی در این اثر به وفور یافت می‌شود چنان که مسجد را مزکد [=مزگت]، شیاطین را دیوان  و ایمان را در جایی گروش ترجمه کرده‌است.